# Lore Segal
Lore Segal (geboren als Lore Groszmann; * 9. März 1928 in Wien; † 7. Oktober 2024 in New York City, New York) war eine US-amerikanische Literaturwissenschaftlerin, Professorin und Autorin.

## Leben
Lore Groszmann wuchs in der Josefstädterstraße 81–83 im achten Bezirk in Wien auf. Ihr Vater Ignatz Groszmann arbeitete von 1923 bis 1938 als Chefbuchhalter bei der Bank Kux, Bloch & Co. Die Mutter Franziska studierte von 1920 bis 1922 an der Staatsakademie für Musik und darstellende Kunst Klavier und war nach Lores Geburt Hausfrau und Mutter. Lore besuchte die Volksschulen in der Pfeil-, Lerchen- und Albertgasse und wurde als ausgezeichnete Schülerin beschrieben.
Nach dem „Anschluss“ Österreichs verlor der Vater seinen Arbeitsplatz und die Familie wurde von der Gestapo aus ihrer Wohnung in der Josefstädterstraße geworfen. Sie zogen nach Fischamend um. Nach brutalen antisemitischen Übergriffen und Plünderungen wohnte Lore bei ihrer Freundin Ditta am Hernalser Gürtel und besuchte in der Währinger Straße 43 die „Judenschule“.
Lore Groszmann gehörte im Alter von 10 Jahren zu denjenigen Kindern, die zwischen Dezember 1938 und dem 1. September 1939 nach Großbritannien einreisen und so der Judenvernichtung im vom Deutschland eroberten Europa entgehen konnten. Der Begriff „Kindertransport“ ist auch in der Englischen Sprache mit dieser Hilfsaktion verbunden. Die Eltern Ignatz (Igo) und Franziska (Franzi) Groszmann verabschiedeten ihre zu dem Zeitpunkt zehnjährige Tochter am 10. Dezember 1938 am Wiener Westbahnhof. Mit diesem ersten Kindertransport reisten 500 Kinder nach Großbritannien. Viele Jahrzehnte später beschrieb sie den Abend vor ihrer Abreise nach England so: „Alle Cousins und Tanten kamen, um sich von mir zu verabschieden, darunter auch diese eine Tante, die Zwillinge hatte. Sie war sehr böse auf meine Eltern, weil sie es geschafft hatten, mich auf den Transport zu bringen, während sie mit ihren Zwillingen gescheitert war. [...] Dann kam der Augenblick, an dem mein Vater mich zwischen seine Knie nahm und sagte: Wenn du nun nach England kommst, musst du mit allen Engländern, die du triffst, sprechen und sie bitten, deine Mutter und mich und deine Großeltern heraus zu bekommen. Es dauerte nicht lange und ich hatte eine ganze Liste von Leuten, denen ich, eine Zehnjährige, versprach, sie vor Hitler zu retten.“
Lore kam bei einer Pflegefamilie in Liverpool unter. Sie verfasste in dieser Zeit unzählige Briefe und einen 36-seitigen Aufsatz, in dem sie ihre Fluchterlebnisse dokumentierte und der mithilfe der älteren Tochter der Pflegefamilie ins Englische übersetzt wurde. Lore lernte innerhalb von sechs Wochen Englisch und wurde Anfang 1939 Klassenbeste in der jüdischen Schule in Liverpool.
Über viele Umwege konnte erwirkt werden, dass auch ihre Eltern Wien entfliehen und in Südengland einen Posten als „married couple“ antreten konnten. Am Ende des Schuljahres zog Lore in die Kleinstadt Tonbridge in Kent, um in der Nähe der Eltern zu sein. Nach Kriegsausbruch wurde Igo Groszmann als „feindlicher Ausländer“ auf der Isle of Man interniert. Da Geflüchtete aus dem Dritten Reich nicht mehr in Küstennähe leben durften, zogen Lore und ihre Mutter nach Guildford. Als Gymnasiastin begann Lore Groszmann eigene Geschichten zu verfassen. Nach seiner Entlassung aus dem Internierungslager starb Igo Groszmann am 12. Juni 1944 im Alter von 49 Jahren an den Folgen eines Schlaganfalls. Die Mehrzahl ihrer Verwandten und deren Angehörigen wurde in der NS-Diktatur ermordet, ein kleiner Teil der Familie, u. a. auch ihre Großeltern, Josef und Rosa Stern, konnte in die Dominikanische Republik emigrieren.
Groszmann studierte am Bedford College der University of London und machte dort 1948 ihren Abschluss in Englischer Literatur. Sie lebte während des Studiums gemeinsam mit ihrer Mutter in einer Pension im Stadtteil Swiss Cottage, im Norden Londons. Die Mutter reiste 1947 in die Dominikanische Republik, um ihren Vater zu pflegen. Im Jahr 1948 reiste Lore Groszmann ebenfalls in die Dominikanische Republik, wo sie zunächst als Zigarettenverkäuferin in einem Hotel, später als Englischlehrerin arbeitete. Nach dem Tod des Großvaters am 13. Februar 1950 wanderte Lore Groszmann im Jahr 1951 gemeinsam mit ihrer Mutter, Großmutter sowie ihrem Onkel Paul Stern mithilfe eines Affidavits nach New York aus. Sie sagte einmal, dass sie sich als „österreichische Jüdin, die in England ausgebildet wurde und in den USA lebt“ verstehe.
Von da an war ihre Familiensprache Englisch. Sie arbeitete als Sekretärin und begann Erzählungen zu schreiben. Die englische Schriftstellerin Jan Struther kommentierte Groszmanns Kurzgeschichten mit den Worten: „But that damn girl can write!“ 1961 heiratete sie David Segal, der als Lektor beim Verlag Knopf arbeitete, sie bekamen zwei Kinder, Beatrice (1962) und Jacob (1964). Die Familie wohnte auf der Upper West Side in Manhattan. David Segal starb 1970 im Alter von 41 Jahren an einem Herzinfarkt. Franziska Groszmann unterstützte ihre Tochter bei der Kinderbetreuung.
Von 1968 bis 1978 war Lore Segal Professorin für Englisch an der Columbia University, später in Princeton, am Sarah Lawrence College und an der Ohio State University, an der sie 1996 emeritiert wurde.
Lore Segal lebte in Manhattan und war auch im hohen Alter als Schriftstellerin tätig. Sie starb 2024 im Alter von 96 Jahren im Kreise ihrer Familie in ihrer New Yorker Wohnung. Wenige Monate zuvor konnte sie noch per Liveschaltung an der Eröffnung der Ausstellung „Ich wollte Wien liebhaben, habe mich aber nicht getraut“ im Bezirksmuseum Josefstadt in Wien teil.

## Wirken
Segal war für ihre Romane, Kurzgeschichten, Kinderbücher und Übersetzungen bekannt. Zu ihren bedeutendsten Werken im deutschen Sprachraum zählen die beiden Romane Ihr erster Amerikaner (1996) und Die dünne Schicht Geborgenheit (2004).
Als Schriftstellerin wurde Lore Segal ab 1961 bekannt, als der „New Yorker“ ihren späteren Roman Other People’s Houses (1964) in Serienform veröffentlichte. 36 Jahre später erschien das Buch, das mit starken autobiografischen Zügen Lores Fluchtgeschichte thematisiert, in deutscher Sprache unter dem Titel Wo andere Leute wohnen (Picus Verlag, 2000). Ihr Roman Her First American löste in den USA ein großes Medienecho aus. Carolyn Kizer, Rezensentin der „New York Times“ schrieb: „Lore Segal ist vielleicht näher dran als jede andere, den großen amerikanischen Roman zu schreiben.“
Segal arbeitete auch als Autorin, Kommentatorin, Übersetzerin und Schriftstellerin von Kinderbüchern. Sie erhielt eine Guggenheim Fellowship. Ihre Rezensionen wurden in der New York Times veröffentlicht; ihre Essays im New Yorker. Ihre Erzählung The Reverse Bug gehörte zu den „Best American Short Stories“ und wurde 1989 mit dem Prize Stories 1990 – The O. Henry Award ausgezeichnet.
Segal spielte neben ihrer Mutter Franzi Groszmann 2000 in dem Film von Mark Jonathan Harris Kindertransport – In eine fremde Welt mit, der mit dem Oscar 2000 als beste Dokumentation ausgezeichnet wurde. Ihre Mutter Franzi Groszmann war die letzte Überlebende der Eltern, die hinter dem Kindertransport standen; sie starb 2005 im Alter von 100 Jahren in Manhattan.

## Ehrungen
1988 spielte Segal in dem Film Crossing Delancey mit, mit einem Golden Globe ausgezeichnet wurde. 1996 spielte Segal in dem Dokumentarfilm My Knees Were Jumping: Remembering the Kindertransports. Der Film wurde mit einem Preis bei den Sundance Film Festival ausgezeichnet.
2006 wurde sie in die American Academy of Arts and Sciences gewählt.
Ihr Werk Shakespeare’s Kitchen aus dem Jahr 2007, wurde im Jahr 2008 in der Kategorie Belletristik des Pulitzer-Preises nominiert.
2018 erhielt sie den Theodor-Kramer-Preis für Schreiben im Widerstand und im Exil.
2023 wurde sie in die American Academy of Arts and Letters gewählt.
Das Wiener Bezirksmuseum Josefstadt zeigt 2024/2025 eine Ausstellung über Lore Segal.

## Werke (Auswahl)
- Other People’s Houses (1964)
  - Wo andere Leute wohnen. Übersetzung Sabine Illmer. Autobiographie 1938–1945. Picus, Wien 2003, ISBN 3-426-62089-8
- Lucinella (1976)
- Her first American (1985)
  - Ihr erster Amerikaner. Übersetzung Inge Leipold. Fischer, Frankfurt am Main 1996 ISBN 3-596-12834-X
- Shakespeare’s Kitchen (2007)
- Half The Kingdom (2013)
- Ladies’ Lunch and Other Stories (2023)
  - Ladies’ Lunch. Übersetzung Karin Hanta. Nagel und Kimche (2023), ISBN 978-3-312-01295-4
- mit Maurice Sendak: Märchen der Brüder Grimm. Diogenes 2000, ISBN 3-257-00866-X
- Die dünne Schicht Geborgenheit : Short Stories. Übersetzung Ursula C. Sturm. Picus, Wien 2004, ISBN 3-85452-481-1